# Miklós Onucsán
Miklós Onucsán (n. 1952, Gherla, Cluj, România) este un artist român contemporan.
În 2019, lucrările lui Miklós Onucsán, alături de cele ale artiștilor Belu-Simion Făinaru și Dan Mihălțianu, reprezintă România la cea de-a 58-a Expoziție Internațională de Artă – La Biennale di Venezia.

## Biografie
Miklós Onucsán s-a născut în 1952 la Gherla. În anul 1979 a absolvit Institutul de Arte Plastice „Ion Andreescu” din Cluj-Napoca. În prezent locuiește la Oradea și este professor universitar la Universitatea Creștină Partium din Oradea, Facultatea de Litere și Arte, Departamentul de Arte, Arte plastice - Grafică. 

## Expoxiții[1]

### Expoziții personale
- 2006: Protejat - 25%, Galeria „Atelier HAG” (București), Galeria „Plan B” (Cluj-Napoca), România;
- 2009: Ce trebuie să fac mâine, trebuia să fi făcut ieri, Galeria „Plan B” , Berlin, Germania;
- 2010:  Marcaje din zona de lucru, Galeria „Nicodim”, Los Angeles, SUA;
- 2011: Măsurători neterminate, Galeria „Plan B” , Berlin, Germania.

## Expoziții de grup (selecție)
- 1978: Cvadrienala Internațională a Statelor Socialiste, Erfurt, DDR;
- 1980: Cvadrienala Artelor Decorative, București, România;
- 1981: Medium 1, Sf. Gheorghe, Covasna, România;
- 1984: Mobilul - Fotografia, Galeria „Atelier 35”, Oradea, Bihor, România;
  - Galeria „Atelier 35”, Alba Iulia, România;
- 1986: Bienala Internațională de Arte Grafice, Krakow, Polonia;
  - Mobilul - Fotografia, Galeria „Atelier 35”, Oradea, Bihor, România;
  - Expresia corpului uman, Galeria „Atelier 35”, Oradea, Bihor, România;
  - Galeria „Atelier 35”, Sibiu, România;
  - Artiști plastici bihoreni, Sala Dalles, București, România;
- 1988: Artă Grafică Românească, Moscova, URSS;
  - Expoziția tinerilor Artiști, Baia Mare, Maramureș, România;
  - Galeria „Atelier 35” (Oradea), Galeria „Căminul Artei”, Galeria „Hanul cu Tei” și Galeria „Orizont” (București), România;
- 1989 Expoziție de artă grafică, Ville de Menton, Franța;
- 1990 Spectacolul Artelor Plastice Românești, Szombathely, Ungaria;
- 1991 Artă într-adevăr romană, Fundación Joan Miró, Barcelona, Spania;
- 1992 Segment, Vác, Ungaria;
  - Saga, Grand Palais, Paris, Franța:
  - Hârtie medie. Expoziție Internațională de Artă din Hârtie, Budapesta, Ungaria;
  - Arta ca activist - Postere revoluționare din Europa Centrală și de Est, Institutul Smithsonian, New York, SUA;
- 1993 - Cărți-Obiecte, Biblioteca Națională Széchényi, Budapesta, Ungaria;
  - Dunărea, Turnul Salamon în Visegrád, Ungaria;
  - cARTe, Centrul Cultural De Zonnehof, Amersfoort, Olanda;
  - Segment 2, Galeria Artiștilor Plastici Români din Oradea, Bihor, România;
- 1994: Orient - Occident, Muzeul de Artă, Timișoara, România;
  - Toamna orădeană, Galeria Artiștilor Plastici Români din Oradea, Bihor, România;
- 1995: Euro’Art, Geneva, Elveția;
  - Segment 3, Galeria Artiștilor Plastici Români din Oradea, Bihor, România;
- 1996: Erték-Papir, „Vigadó” Galéria, Budapesta, Ungaria;
  - Expoziția Internațională a Cărților de Artiști, „Vigadó” Galéria, Budapesta, Ungaria;
  - Avangarda românească ’96, Galeria Artiștilor Plastici Români din Bacau, România;
  - Experiment în arta românească după 1960, Artexpo, București, România;
- 1997: Civitas artis - Civitas solis, Câlnic, România;
  - Noi și ei, Casa Tranzit, Cluj-Napoca, România;
- 1998: Expoziția Atelierului Internațional Salina ’98. Artele ca resursă, Minele de sare din Turda, România;
- 1999: Ars varadini, "Vigadó" Galéria, Budapest, Ungaria;
  - Bienala Internațională de Artă Contemporană Veneția, Istituto Rumeno di Venezia, Italia;
- 2000: Donau Welten, Regensburg, Germania;
  - Maxima Lux. Ephemeral Art Festival, organizator: Fundația Culturală META, curatori: Alexandra Titu (critic) și Dan Palade (artist), București, România;
- 2002: Festival - Rendez Vous Roumain, Espace En Cours, Paris, Franța;
- 2003: Preview, Muzeum Național de Artă Contemporană, București, România;
  - Nuit blanche de la video, Strasbourg, Franța;
- 2004; Transilvania Express, Lyon, Franța;
- 2006: Wille Warszawa, Warsaw, Polonia;
  - To Allen Ginsberg, Czesław Miłosz, Dvir Galeria, Tel-Aviv, Israel;
- 2008: Artă Românească Astăzi. Istoria își eliberează demonii - Artistul și susținătorii săi, ediția a V-a, Espace Tajan', Paris, Franța;
  - BERLIN SHOW 1, Galeria „Plan B” , Berlin, Germania;
  - Un Râs Rictus, curator: Anke Kempkes și Christopher Eamon, Galeria „Broadway 1602”, New York, SUA;
- 2009: Am udat o potcoavă de parcă ar fi fost o floare, Galeria „Nicodim”, Los Angeles, SUA;
  - Corp invizibil, Minte remarcabilă, curator: Lara Taubman, Galeria „Luckman”, Los Angeles, SUA;
- 2010: Când istoria vine ciocănind, Galeria „Plan B” , Berlin, Germania;
  - O imagine în locul unui titlu, Clubul „Elecro Putere”, Craiova, România;
  - Rezoluția Culturală Românească, Spinnerei, Leipzig, Germania;
  - De început, Arter, Istanbul, Turcia;
  - BERLIN SHOW 2, Galeria „Plan B” , Berlin, Germania;
  - O combinație armonioasă de obiecte, Galeria „Nicodim”, Los Angeles, SUA;
- 2011: Imn al iubirii oamenilor, Galeria „Nicodim”, Los Angeles, SUA;
  - Baricada de vise, Trafo, Budapesta, Ungaria;
  - Rezoluția Culturală Românească - Documentar, Noua Galerie a IRCCU, Bienala de Artă Veneția, ediția a LIV-a, Italia;
  - Imagine de proiectat până la dispariție, Museion, Bolzano, Itala;
  - Salonul de mai, Galeria „Plan B” , Cluj-Napoca, România;
  - Entrepot, curator: René Block, Krinzinger Galerie, Viena, Austria;
  - Experiment și comunitate, Galeria „Atelier 35”, Oradea (România) și MODEM, Debrecen (Ungaria);
  - Aici și atunci, Clubul „Electro Putere”, Craiova, Dolj, România;
  - Cotidian Alb/Negru, Muzeul de Artă, Satu Mare, România;
  - Criza, Galeriile de Artă, Focșani, Vrancea, România;
  - Sunt Român: Bucureștiul - Tel Aviv Route, Tel Aviv, Israel;
- 2012: Proximitate Intensă - Trienala 2012, Palais de Tokyo, Paris, France;
  - Salonul de Iunie, Galeria „Plan B” , Cluj-Napoca, România;
  - Se mută de la eu (om) la el (obiect), curator: FormContent, Galeria de Artă Contemporană a Muzeului Național Brukenthal, Sibiu, România;
  - Utopraxia, Fundația de Artă TAF, Atena, Grecia;
- 2013: Bienala Dalles, ediția a IV-a on-line, București, România;
  - În acest pavilion se vede arta, Tranzit, București, România;
  - Bienala în Alb și Negru, Muzeul de Artă, Satu Mare, România;
- 2014: Mircea Cantor - Q.E.D., Camera de oaspeți, Muzeul Național de Artă Contemporană, București, România.

## Legături externe
- , Nicodim Gallery
- , Dvir Gallery
- , Participarea României la cea de-a 58-a Expoziție Internațională de Artă – La Biennale di Venezia